# Shanghai Masters (Snooker)
Das Shanghai Masters ist ein professionelles Snooker-Einladungsturnier. Bis einschließlich 2017 hatte es Weltranglistenturnierstatus.

## Geschichte
Weil der Snooker-Sport Mitte der 2000er in China einen Boom erlebte, wurde das Turnier in der Saison 2007/2008 als zweites chinesisches Turnier neben den China Open ins Leben gerufen und in den Turnierkalender der Main Tour aufgenommen.
Für das von der Chinese Billiards & Snooker Association (CBSA) ausgerichtete Weltranglistenturnier wurden Verträge über fünf Jahre unterzeichnet und 2012 um fünf Jahre verlängert. Wegen der Vertragslaufzeit war das Shanghai Masters das letzte Turnier, bei dem in der Saison 2016/2017 noch vier Qualifikationsrunden und zu Beginn des Hauptturniers eine Wildcard-Runde mit acht vom Landesverband nominierten chinesischen Amateuren ausgetragen wurde. Sie spielten gegen acht der Qualifikanten um den Einzug in die Runde der Letzten 32.
Nach Auslaufen des Vertrags dauerte es bis in die nächste Saison hinein, bis ein weiteres Turnier in Shanghai vereinbart wurde. Diesmal wurde es aber nach dem inzwischen üblichen Modus mit nur einer Qualifikationsrunde ausgetragen. Vier chinesische Wildcard-Spieler wurden in die Qualifikation integriert.
Es blieb aber ein einmaliges Arrangement, für die Jahre 2018 bis 2022 wurden ein neuer Vertrag geschlossen, nach dem das Shanghai Masters zu einem Einladungsturnier mit den Top 16 der Weltrangliste und 8 chinesischen Wildcard-Spielern wurde.
Austragungsort des Turniers war bis einschließlich 2017 die Shanghai Grand Stage. Das Preisgeld betrug 2007 insgesamt 250.000 £. 2012 war es bereits über 400.000 £ gestiegen und im letzten Jahr als Ranglistenturnier wurde wie bei allen chinesischen Turnieren um 700.000 £ gespielt. Die Gewinnsumme für den Turniersieger verdreifachte sich in der Zeit von 48.000 £ auf 150.000 £.
2018 und 2019 wurde das Turnier im Regal International East Asia Hotel in Shanghai ausgetragen. Es war ein Einladungsturnier, an dem die Top 16 der Weltrangliste und 8 chinesische Spieler teilnahmen. Das Preisgeld stieg weiter und wegen der geringeren Teilnehmerzahl stieg die Siegprämie 2018 auf 200.000 £.
Nach dem Ausbruch der COVID-19-Pandemie 2020 wurden wegen der restriktiven Einreisebedingungen alle Turniere in China gestrichen, darunter auch das Shanghai Masters. 2023 kehrte es neben zwei anderen Turnieren in China wieder in den Turnierkalender und die Grand Stage zurück, blieb aber ein Einladungsturnier.
Der Engländer Ronnie O’Sullivan (2009, 2017–2019, 2023) ist mit fünf Titeln Rekordsieger.

## Sieger
| Jahr                                        | Austragungsort                               | Sieger                                      | Ergebnis                                    | Finalist                                    | Hauptsponsor                                | Saison                                      |
| Shanghai Masters – Ranglistenturnier-Status | Shanghai Masters – Ranglistenturnier-Status  | Shanghai Masters – Ranglistenturnier-Status | Shanghai Masters – Ranglistenturnier-Status | Shanghai Masters – Ranglistenturnier-Status | Shanghai Masters – Ranglistenturnier-Status | Shanghai Masters – Ranglistenturnier-Status |
| ------------------------------------------- | -------------------------------------------- | ------------------------------------------- | ------------------------------------------- | ------------------------------------------- | ------------------------------------------- | ------------------------------------------- |
| 2007                                        | Shanghai Shanghai Grand Stage                | Dominic Dale                                | 10:6                                        | Ryan Day                                    | Roewe                                       | 2007/08                                     |
| 2008                                        | Shanghai Shanghai Grand Stage                | Ricky Walden                                | 10:8                                        | Ronnie O’Sullivan                           | Roewe                                       | 2008/09                                     |
| 2009                                        | Shanghai Shanghai Grand Stage                | Ronnie O’Sullivan                           | 10:5                                        | Liang Wenbo                                 | Roewe                                       | 2009/10                                     |
| 2010                                        | Shanghai Shanghai Grand Stage                | Allister Carter                             | 10:7                                        | Jamie Burnett                               | Roewe                                       | 2010/11                                     |
| 2011                                        | Shanghai Shanghai Grand Stage                | Mark Selby                                  | 10:9                                        | Mark Williams                               | Bank of Communications                      | 2011/12                                     |
| 2012                                        | Shanghai Shanghai Grand Stage                | John Higgins                                | 10:9                                        | Judd Trump                                  | Bank of Communications                      | 2012/13                                     |
| 2013                                        | Shanghai Shanghai Grand Stage                | Ding Junhui                                 | 10:6                                        | Xiao Guodong                                | Bank of Communications                      | 2013/14                                     |
| 2014                                        | Shanghai Shanghai Grand Stage                | Stuart Bingham                              | 10:3                                        | Mark Allen                                  | Bank of Communications                      | 2014/15                                     |
| 2015                                        | Shanghai Shanghai Grand Stage                | Kyren Wilson                                | 10:9                                        | Judd Trump                                  | Bank of Communications                      | 2015/16                                     |
| 2016                                        | Shanghai Shanghai Grand Stage                | Ding Junhui                                 | 10:6                                        | Mark Selby                                  | Bank of Communications                      | 2016/17                                     |
| 2017                                        | Shanghai Shanghai Grand Stage                | Ronnie O’Sullivan                           | 10:3                                        | Judd Trump                                  | Juss Sports                                 | 2017/18                                     |
| Shanghai Masters – Einladungsturnier-Status |                                              |                                             |                                             |                                             |                                             |                                             |
| 2018                                        | Shanghai Regal International East Asia Hotel | Ronnie O’Sullivan                           | 11:9                                        | Barry Hawkins                               | –                                           | 2018/19                                     |
| 2019                                        | Shanghai Regal International East Asia Hotel | Ronnie O’Sullivan                           | 11:9                                        | Shaun Murphy                                | –                                           | 2019/20                                     |
| 2023                                        | Shanghai – Shanghai Grand Stage              | Ronnie O’Sullivan                           | 11:9                                        | Luca Brecel                                 | –                                           | 2023/24                                     |
| 2024                                        | Shanghai – Shanghai Grand Stage              | Judd Trump                                  | 11:5                                        | Shaun Murphy                                | –                                           | 2024/25                                     |
| 2025                                        | Shanghai – Shanghai Grand Stage              | Kyren Wilson                                | 11:9                                        | Ali Carter                                  | –                                           | 2025/26                                     |